# 小松愛
小松 愛（こまつ めぐみ、1988年1月29日 - ）は埼玉県出身の元女優、元グラビアアイドル。
身長161cm。血液型A型。かつてはベリーベリープロダクションに所属していた。

## 来歴
埼玉県出身。家族構成は両親と2人の姉。
2003年、ドラマ『キッズ・ウォー5 〜ざけんなよ〜』の石田真紀役でデビュー。
この時、役柄に合わせて髪の毛を緑に染色した。この髪を見た友人からは「グリーンピースみたいな色」だと弄られたという。
以後、女優・グラビアアイドルとして映画やテレビドラマ等で活動。
現在は芸能界を引退し、地元に戻って美容室で働いている。

## 出演作品

### テレビドラマ
- キッズ・ウォー5 〜ざけんなよ〜（2003年、中部日本放送） - 石田真紀 役
- 水曜プレミア 日本のこわい夜「くも女」（2004年、TBS）
- めだか（2004年、フジテレビ） - 草間アイ 役
- 温泉へ行こう5（2004年、TBS） - 宇佐美茜 役
- 水曜プレミア 医療少年院物語（2005年、TBS）
- 牙狼-GARO- 第3話（2005年） - 綾乃 役
- 世にも奇妙な物語「あなたの物語」（2005年、フジテレビ）
- 水曜ミステリー9 子だくさん刑事（2006年、テレビ東京） - 花巻エミ 役
- PS -羅生門- 第2話（2006年、テレビ朝日） - ゲスト
- 紅の紋章（2006年、フジテレビ） - 秋山マリ 役
- 恋する日曜日 ニュータイプ 第5話（2006年、BS-i） - ゲスト
- ハッピィ★ボーイズ 第1・2話（2007年、テレビ東京） - 古瀬詩織（シオリーヌ） 役
- 女子アナ一直線!（2007年、テレビ東京） - 野島恭子 役
- 有閑倶楽部（2007年10月 - 12月、日本テレビ）
- キューティーハニー THE LIVE（2007年10月 - 2008年3月、テレビ東京） - 秋夏子 役
- ボディコンコップ（2007年12月2日、BS11デジタル） - ニャルティシア 役

### バラエティ・情報番組
- 北川昌弘「アイドル独断と偏見情報局#19」（2006年、スカイパーフェクTV! エンタ!371）

### 映画
- 問題のない私たち（2004年） - 松野綾 役
- あそこの席（2004年） - 本城沙也加 役
- アインシュタインガール（2005年）
- 霊縛（2006年）
- 渋谷区円山町（2006年） - 由紀江の友人 役
- トンデモホラーシリーズ あっ!お皿に首が乗っている!（2007年）

### Vシネマ
- 美少女探偵団 RYU（2005年、ZENピクチャーズ）
- スケバンファイター2nd Intrigue（2006年、ZENピクチャーズ）
- スケバンファイター2nd STRUGGLE（2006年、ZENピクチャーズ）
- 宿命のサバト~前奏曲~プレリュード~（2007年、ZENピクチャーズ）
- 宿命のサバト~円舞曲~ワルツ~（2007年、ZENピクチャーズ）

### CM
- 富士フイルム「チェキ」（2004年）
- エバラ食品工業「焼肉のタレ・黄金の味」（2004年）
- 東京ディズニーシー（2005年）
- コカ・コーラ「ワールドカップキャンペーン」（2006年）
- 池田模範堂「ポケムヒ」（2006年）
- ネクソンジャパン「メイプルストーリー」（2006年）
- 地域情報サイトQlep（2006年）
- 大京「ライオンズマンション」（2006年）
- 森永乳業 「アロエヨーグルト」（2007年）

### ラジオ
- しんドル「ベリーベリーベリーRADIO」（2004年1月）

### イメージDVD
- 愛と書いてめぐみ（2005年）

### 舞台
- オズの魔法使い
- 青い鳥
- 歌舞伎町フルモンティー - エミちゃん 役